# Rhaphiptera clarevestita
Rhaphiptera clarevestita là một loài bọ cánh cứng trong họ Cerambycidae.